# ماریو گالینوویچ
ماریو گالینوویچ (متولد ۱۵ نوامبر ۱۹۷۶) فوتبالیست سابق کروات است که به عنوان دروازه‌بان بازی می‌کرده‌است.

## باشگاه حرفه‌ای

### اوسییک
گالینوویچ فوتبال حرفه‌ای خود را از باشگاه فوتبال اوسییک کرواسی در لیگ دسته یک این کشور آغاز کرد و از سال ۱۹۹۳ تا ۲۰۰۲ بازیکن این تیم بود. او با این باشگاه در سال‌های ۱۹۹۸ و ۱۹۹۹ در جام یوفا بازی کرد و در سال ۱۹۹۹ قهرمان جام حذفی کرواسی شد. در سال ۲۰۰۲، او به باشگاه فوتبال کامن اینگراد، باشگاه دیگری در لیگ دسته یک کرواسی منتقل شد و دو سال به عنوان دروازه‌بان اول این باشگاه بازی کرد. در دوران حضور در کامن اینگراد، او در دو بازی جام یوفا در برابر تیم معروف شالکه ۰۴ آلمان در سال ۲۰۰۳ به میدان رفت که در مجموع دو دیدار رفت و برگشت، ۱–۰ به این تیم آلمان باختند. تنها گل این دیدار ۱۴ دقیقه پیش از پایان ۹۰ دقیقه در بازی دور برگشت در گلزنکرشن وارد دروازه گالینوویچ شد.

### پاناتینایکوس
او به عنوان بازیکن آزاد در ژوئیه ۲۰۰۴ به تیم پاناتینایکوس منتقل شد. با این تیم، او برای اولین بار در لیگ قهرمانان اروپا در برابر روزنبورگ نروژ در سپتامبر ۲۰۰۴ به میدان رفت.

### کاوالا
در تابستان ۲۰۱۰، گالینوویچ به باشگاه فوتبال کاوالا در سوپرلیگ یونان پیوست.

### کرکیرا
در اوت ۲۰۱۱، گالینوویچ قراردادی ۱ ساله با باشگاه فوتبال کرکیرا، از باشگاه‌های سوپرلیگ یونان امضا کرد. این باشگاه در جزیره کورفو قرار دارد.

## بازی‌های ملی
گالینوویچ اولین بازی ملی‌اش را برای تیم ملی فوتبال کرواسی در ۱۳ ژوئن ۱۹۹۹ برابر تیم ملی فوتبال مصر در جام کره که در سئول برگزار می‌شد، انجام داد.

## افتخارات
اوسییک
- جام حذفی کرواسی: ۱۹۹۹

پاناتینایکوس
- سوپرلیگ یونان: ۲۰۰۹–۲۰۱۰
- جام حذفی یونان: ۲۰۱۰